# ヴォルフェルト・ブレデローデ
ヴォルフェルト・ブレデローデ（Wolfert Brederode、1974年 - ）は、オランダのピアニスト、作曲家。デン・ハーグ近郊のヴァッセナール生まれ。

## 略歴
ブレデローデは、ハーグ王立音楽院でジャズ・ピアノを学んだ。そこで彼は修士号を取得して卒業した。
彼はエリック・イネケとクインテットを結成した。スザンヌ・アビュールによるECMレーベルからの『エイプリル』と『Compass』という2枚のCDでブレデローデの演奏を聴くことができる。2007年には、クラウディオ・プンティン、サミュエル・ローラー、マッツ・アイラーツェンとのヴォルフェルト・ブレデローデ・カルテットによるCD『Currents』が、同じくECMからリリースされた。また、デイヴ・リーブマン、クリストフ・マイ、フロリアン・ツェンカーとともに、ニンバス（Nimbus）というグループを結成してレコーディングを行った。ブレデローデは、ユリ・ホニング、ミシェル・ポルタル、ヤルモ・ホーゲンダイク、ハリー・ソーカル、クリスティーナ・フックス、アック・ファン・ルーエン、アルヴェ・ヘンリクセン、ジョン・ルオッコらと仕事している。ユリ・ホニングとの暗いデュオ・アルバム『アヴァロン・ソングズ』は、NDRによって「今週のCD」に選ばれている。

## ディスコグラフィ

### リーダー・アルバム
- Currents (2007年、ECM)
- Post Scriptum (2011年、ECM)
- Black Ice (2018年)

### デュオ・アルバム
- One (2006年、Jazz In Motion) ※with Joost Lijbaart
- Key Figures (2010年、Orgelpark) ※with Martin Fondse
- Stories (2010年、TCB) ※with ハリー・ソーカル
- 『アヴァロン・ソングズ』 - Avalon Songs (2021年、Challenge) ※with ユリ・ホニング